# 巴黎環城大道

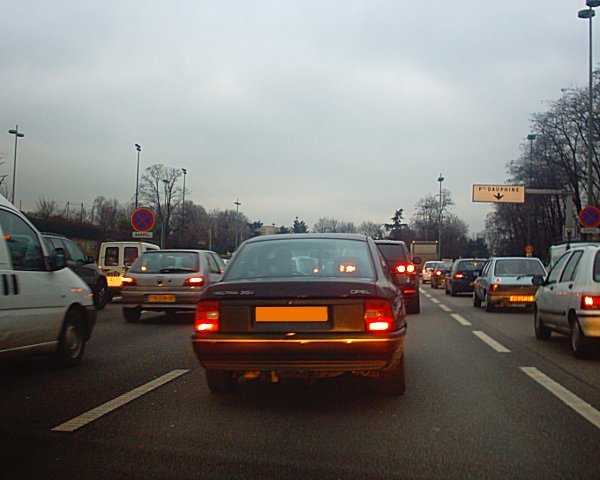
王妃门附近

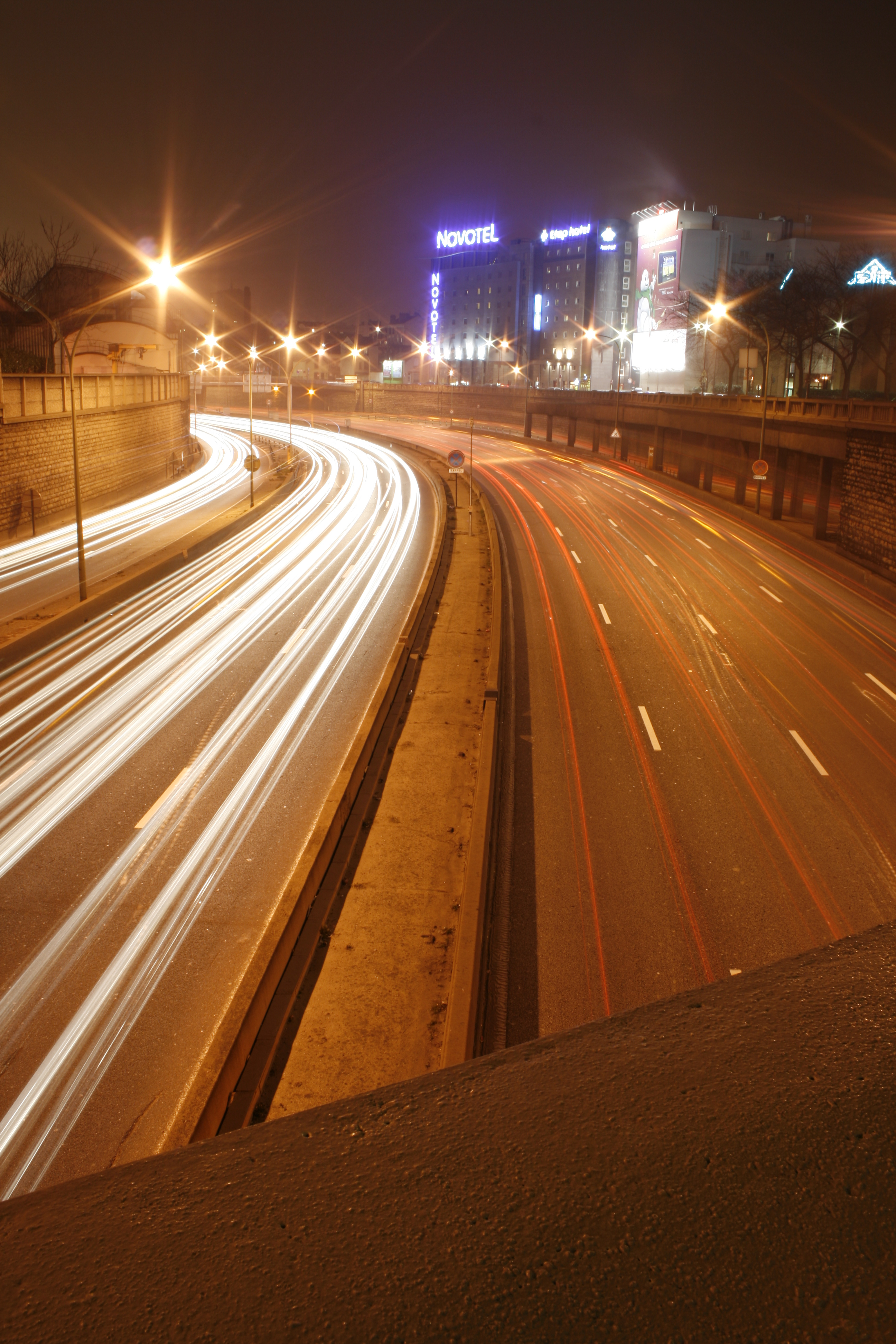
意大利门附近

环城大道（法語：Boulevard Péripherique）是法國首都巴黎的一条环状道路，總長度35.04公里。这是一条经常出现交通堵塞情形的4－8线双程分隔车道，是欧洲最繁忙的高速公路，2002年，全線的每日车流量介于110万到120万辆之间。
环城大道大部分路段每个方向有4个车道，但是从意大利门到奥尔良门每个方向有2个车道，从蒙特勒伊门到巴尼奥莱门每个方向有5个车道，而从奥尔良门到塞弗尔门每个方向有3个车道。
环城大道如今限速70 km/h，不设路肩。环城大道兴建于1970年代初期，修建在1920年代拆除梯也尔城墙后留下的空地上，完成于1973年4月25日。环城大道是巴黎市区（约200万居民）和郊区（超过1200万居民）之间被普遍接受的分界线，因为它的大部分路段是沿着巴黎市的行政边界，只有直升机场、布洛涅森林和文森森林例外。

## 限速調整
環城大道原先限速時速80公里。在2011年和2013年間，巴黎市長經過了實驗數據的檢測後，向警察部門提出限速時速70公里的調整方案，希望能將道路交通事故發生率、空氣污染和噪音音量降低──時速從80公里降至70公里可將噪音減少大約1分貝（dB）。儘管汽車相關協會人士對於此方案提出抗議，但2014年1月10日，政府還是通過了這個方案。從該日開始，環城大道全線限速時速70公里至今。

### 極速紀錄
若以目前的限速來說，繞環城大道一圈需要大約30分鐘。然而，2004年，一輛重型機車以平均時速211公里的速度，僅花9分57秒就完成了繞道一圈，是目前為止最快的紀錄。

## 交流道
| 交流道编号 | 交流道名                                   | 城外銜接道路                                       | 城内銜接道路                                   |
| 1          | 贝西门（Porte de Bercy）                   | A4公路                                             | 贝西滨河路（Quai de Bercy）                    |
| 2          | 伊夫里门（Porte d'Ivry）                   | 无                                                 | 伊夫里大街（Avenue d'Ivry）                    |
| 3          | 意大利门（Porte d' Italie）                | A6公路B                                            | 意大利大街（Avenue d'Italie）                  |
| 4          | 让蒂伊门（Porte de Gentilly）              | A6公路A                                            | 穆歇海军上将街（Rue de l'Amiral Mouchez）      |
| 5          | 奥尔良门（Porte d'Orléans）                | 白里安大街（Avenue Briand）                        | 缅因大街（Avenue de Maine）                    |
| 6          | 沙蒂永门 （Porte de Châtillon）            | 布罗索莱大街（Avenue P. Brossollette）             | 让·穆兰大街（Avenue Jean Moulin）              |
| 7          | 旺沃门（Porte de Vanves）                  | 埃尼斯路（Rue Ernest Reugan）                      | 布吕讷大道（Boulevard Brune）                  |
| 8          | 布朗雄门（Porte Brancion）                 | 让·布卢松路（Rue Jean Bleuzen）                    | 布朗雄大街（Avenue Brancion）                  |
| 9          | 平原门（Porte de la Plaine）               | 卡姆里安路（Rue Camliant）                         | 华沙起义广场（Place des Insurges de Varsovie） |
| 10         | 塞夫尔门（Porte de Sèvres）                | 无                                                 | 巴拉路（Rue Balard）                           |
| 11         | 圣克卢门（Porte de Saint-Cloud）           | 皇后公路（Route de la Reine）                      | 凡尔赛大街（Avenue de Versailles）             |
| 12         | 莫利托门（Porte Molitor）                  | 奥特伊大道（Boulevard d'Auteuil）                  | 普桑路（Rue Poussin）                          |
| 13         | 奥特伊门（Porte d'Auteuil）                | A13公路                                            | 普桑路（Rue Poussin）                          |
| 14         | 帕西门（Porte de Passy）                   | 赛马场路（Rue de l'Hippodrome）                    | 拉内尔拉格路（Rue de Ranelagh）                |
| 15         | 犬舍门（Porte de la Muette）               | 无                                                 | 亨利·马丹大街（Avenue Henry Martin）           |
| 16         | 王妃门（Porte Dauphine）                   | 苏雷讷公路（Route de Suresnes）                    | 福煦大街（Avenue Foch）                        |
| 17         | 马约门（Porte Maillot）                    | 戴高乐大街（Avenue Charles De Gaulle）             | 拉德芳斯（La Défense）                         |
| 18         | 尚佩雷门（Porte de Champerret）            | Boulevard Bineau                                   | 维埃大街（Avenue de Villiers）                 |
| 19         | 阿尼耶门（Porte d'Asnières）               | 雨果街（Rue Victor Hugo）                          | 托克维尔路（Rue de Tocqueville）               |
| 20         | 克利希门（Porte de Clichy）                | 让·饶勒斯大道（Boulevard Jean Jaurès）             | 克利希大街（Avenue de Clichy）                 |
| 21         | 圣旺门（Porte de Saint-Ouen）              | 佩里大街（Avenue G. Péri）                         | 圣旺大街（Avenue de Saint-Ouen）               |
| 22         | 克里尼昂古门（Porte de Clignancourt）      | 米什雷大街（Avenue Michelet）                      | 奥尔纳诺大道（Boulevard Ornano）               |
| 23         | 小教堂门（Porte de la Chapelle0            | A1公路                                             | 小教堂街（Rue de la Chapelle）                 |
| 24         | 奥贝维埃门（Porte d'Aubervilliers）        | 雨果大街（Avenue Victor Hugo）                     | 奥贝维埃路（Rue d'Aubervilliers）              |
| 25         | 维耶特门（Porte de la Villette）           | 让·饶勒斯大街（Avenue Jean Jaurès）                | 佛兰德大街（Avenue de Flandre）                |
| 26         | 庞丹门（Porte de Pantin）                  | 让·洛利夫大街（Avenue Jean Lolive）                | 让·饶勒斯大街（Avenue Jean Jaurès）            |
| 27         | 佩圣热尔维门（Porte du Pré-Saint-Gervais） | 佩里路（Rue G. Péri）                              | 亚佐路（Rue Haxo）                             |
| 28         | 丁香门（Porte des Lilas）                  | 巴黎路（Rue de Paris）                             | 美丽城路（Rue de Belleville）                  |
| 29         | 巴尼奥雷门（Porte de Bagnolet）            | A3公路                                             | 贝尔格朗路（Rue Belgrand）                     |
| 30         | 蒙特勒伊门（Porte de Montreuil）           | 巴黎路（Rue de Paris）                             | 阿弗朗路（Rue d'Avron）                        |
| 31         | 文森门（Porte de Vincennes）               | 巴黎大街（Avenue de Paris）                        | 文森庭院 （Cours de Vincennes）                |
| 32         | 圣蒙德门（Porte de Saint-Mandé）           | 雨果大街（Avenue Victor Hugo）                     | 圣蒙德大街（Avenue de Saint-Mandé）            |
| 33         | 镀金门（Porte Dorée）                      | 多梅尼尔湖环路（Rue de Ceinture du Lac Daumesnil） | 多梅尼尔大街（Avenue Daumesnil）               |
| 34         | 沙朗东门（Porte de Charenton）             | 格拉韦勒大街（Avenue de Gravelle）                 | 沙朗东路（Rue de Charenton）                   |

1. ↑  . leparisien.fr. 2017-02-05  [2017-02-05]. （原始内容存档于2017-02-06）.
2. ↑  . leparisien.fr. 2017-02-05  [2017-02-05]. （原始内容存档于2017-02-06）.
3. ↑  . www.motoplanete.com.   [2017-02-05]. （原始内容存档于2017-02-06） （法语）.